# Estação Francisco Gregorio Billini
A Estação Francisco Gregorio Billini é uma das estações do Metrô de Santo Domingo, situada em Santo Domingo, entre a Estação Pedro Francisco Bono e a Estação Ulises Francisco Espaillat. Administrada pela Oficina para el Reordenamiento del Transporte (OPRET), faz parte da Linha 2.
Foi inaugurada em 1º de abril de 2013. Localiza-se no cruzamento da Rodovia John F. Kennedy com a Avenida Jardines de Fontainebleau e a Avenida Dr. Fernando Arturo Defilló.